# Francavilla Fontana (stacja kolejowa)
Francavilla Fontana (wł. Stazione di Francavilla Fontana) – stacja kolejowa w Francavilla Fontana, w prowincji Brindisi, w regionie Apulia, we Włoszech. Aktualnie obsługuje połączenia pasażerskie i znajduje się w Piazzale Matteotti w centrum miasta.
Zarządzana jest przez RFI, ma kategorię srebrną i jest zawarta w projekcie Pegasus, który ma na celu ponowne wykorzystanie, do roku 2016, 101 stacji na południu Włoch.

## Historia
Stacja została wybudowana w 1886 roku, zmuszając kraj do ekspansji kolejowej na południe.
W 1915 roku stała się także stacją węzłową Ferrovie del Sud Est (linia Martina Franca - Lecce), tym samym zwiększając swoje znaczenie dla regionu.